# Don (település)
Don település Olaszországban, Trento megyében. Lakosainak száma 274 fő (2015. december 31.). Don Amblar, Coredo, Romeno és Sfruz községekkel határos.

## Népesség
A település népességének változása:

| 2015 | 274 |